# Luba Golovina
Luba Golovina (en georgiano: ლუბა გოლოვინა; Tiflis, URSS, 20 de abril de 1990) es una deportista georgiana que compite en gimnasia en la modalidad de trampolín.
Ganó una medalla de bronce en el Campeonato Mundial de Gimnasia en Trampolín de 2023, una medalla de plata en los Juegos Europeos de Minsk 2019 y tres medallas de plata en el Campeonato Europeo de Gimnasia en Trampolín, en los años 2022 y 2024.
Participó en tres Juegos Olímpicos de Verano, ocupando el sexto lugar en Pekín 2008, el séptimo en Londres 2012 y el séptimo en Río de Janeiro 2016, en la prueba individual.

## Palmarés internacional
| Campeonato Mundial | Campeonato Mundial       | Campeonato Mundial | Campeonato Mundial |
| Año                | Lugar                    | Medalla            | Prueba             |
| ------------------ | ------------------------ | ------------------ | ------------------ |
| 2023               | Birmingham (Reino Unido) | Medalla de bronce  | Equipo             |
| Juegos Europeos    |                          |                    |                    |
| Año                | Lugar                    | Medalla            | Prueba             |
| 2019               | Minsk (Bielorrusia)      | Medalla de plata   | Individual         |
| Campeonato Europeo |                          |                    |                    |
| Año                | Lugar                    | Medalla            | Prueba             |
| 2022               | Rímini (Italia)          | Medalla de plata   | Individual         |
| 2022               | Rímini (Italia)          | Medalla de plata   | Equipo             |
| 2024               | Guimarães (Portugal)     | Medalla de plata   | Equipo             |